# Lydia Böhmer
Lydia Böhmer (geboren 1943 in Haifa, Völkerbundsmandat für Palästina) ist eine deutsch-israelische Übersetzerin von Lyrik und Prosa aus dem Hebräischen ins Deutsche. Sie lebt in Frankfurt am Main.

## Leben
Lydia Böhmer gehörte zur ersten Generation jüdischer Kinder, die in Palästina geboren wurden. Sie beschreibt die Gesellschaft, in der sie aufwuchs, als zwar nicht reich, doch frei und unbeschwert. Wie viele ihrer Klassenkameraden, deren Großeltern in der Schoa umgekommen waren, habe sie nicht wirklich verstanden, was geschehen war. Mit 22 Jahren verließ sie Israel, um in Paris Architektur zu studieren. Bei einem Besuch im Haus einer deutschen Freundin in Hessen lernte sie 1965 deren Bruder Paulus Böhmer kennen und blieb in Deutschland. Die deutsche Sprache konnte sie zuvor schon sprechen, hatte die Grammatik aber nicht nach Regeln gelernt. Erst in Deutschland habe sie eine Beziehung zum Judentum entwickelt. Wenn sie in Israel gefragt wurde, wie sie denn in Deutschland leben könne, antwortete sie: „Ich kenne keine andere Nation, die so klar und unbeirrt den Versuch unternommen hat, das, was sie Fürchterliches tat, zu begreifen und aufzuarbeiten.“
Zusammen mit Paulus Böhmer übersetzte sie Lyrik der israelischen Dichter Jehuda Amichai und Asher Reich. 2004 lobte Jakob Hessing Lydia Böhmers Übertragung des Romans von Leah Goldberg Briefe von einer imaginären Reise. Die Übersetzung von Nir Barams Roman Der Wiederträumer nannte Marko Martin „kongenial“. Man könne sie „für ihre Eleganz und Präzision gar nicht genug preisen“.

## Übersetzungen aus dem Hebräischen
- Jehuda Amichai: Zeit. Gedichte, mit Paulus Böhmer, Suhrkamp Verlag, Frankfurt am Main 1998, ISBN 3-518-40987-5
- Jehuda Amichai: Jerusalem-Gedichte, mit Paulus Böhmer, Pendo Verlag, Zürich 2000, ISBN 3-85842-355-6
- Asher Reich: Tel Aviver Ungeduld (Gedichte), mit Paulus Böhmer und Werner Söllner, Axel Dielmann Verlag, Frankfurt a. M. 2000, ISBN 3-929232-08-1
- Lea Goldberg: Briefe von einer imaginären Reise (Briefroman), Suhrkamp/Insel Verlag, Frankfurt a. M. 2003, ISBN 3-633-54192-6
- Amos Oz: Israel und Deutschland. Vierzig Jahre nach Aufnahme diplomatischer Beziehungen (Essays), Suhrkamp Verlag, Frankfurt a. M. 2005, ISBN 3-518-06798-2
- Nir Barʿam: Der Wiederträumer (Roman), mit Harry Oberländer, Schöffling, Frankfurt a. M. 2009, ISBN 978-3-89561-490-3
- Ronny Someck: Nägel (Lyrik), mit Frank Schablewski, Azul Press, Maastricht/Amsterdam 2012, ISBN 978-94-90687-42-7
- Amos Oz: Deutschland und Israel, Suhrkamp/Insel Verlag, Frankfurt a. M. 2018, ISBN 978-3-518-46918-7